# Henri Boot
Henri Frédéric Boot (Maastricht, 8 februari 1877 – Haarlem, 3 maart 1963) was een Nederlandse kunstschilder die het overgrote deel van zijn werkzame leven in Haarlem woonde. Hij gold als de nestor van de Haarlemse School van de twintigste eeuw; hij maakte deel uit van de kunstenaarsvereniging De Onafhankelijken. Tot zijn vele leerlingen behoorden onder anderen Kees Verwey en Anton Heyboer. Tijdens de Duitse bezetting van Nederland (1940-1945) toonde Boot zich een collaborateur met de Duitsers.

## Afkomst en opleiding
Henri Boot was een zoon van Cornelis Hendrik Boudewijn Boot (1843-1915) en Anna Francina Margaretha Saint Ange Chasselat (1845-1934). Hij werd te Maastricht geboren en groeide op in een gegoede familie waar hij een traditionele opvoeding kreeg. Boot was al vroeg een leerling van schilder, tekenleraar en fotograaf B.J.C. Weingartner te Breda. 
Na het gymnasium volgde hij een jaar de studie klassieke talen aan de Universiteit van Leiden. Zijn passie voor het schilderen bleek echter sterker. Van 1895 tot 1899 volgde hij de Academie van Beeldende Kunsten en Technische Wetenschappen te Rotterdam onder leiding van Johan Hendrik Wijtkamp. Hij kreeg les van A.H.R. van Maasdijk, Dirk Gerard Ezerman en Rein Miedema.

## Leven en werk
Voordat Boot zich in 1907 vestigde in Haarlem, woonde en werkte hij in Breda, Rotterdam, Nes op Ameland, Spaarndam en Amsterdam. Boot was een niet-afgestudeerd classicus. Circa 1908 betrok hij op Klein Heiligland in Haarlem een huis waarvan hij kamers verhuurde, o.a. aan Anton Heyboer. Bijna een halve eeuw woonde hij daar, in een sterk vervuilde woonhuis en atelier, waar hij ook les gaf aan zijn vele leerlingen.

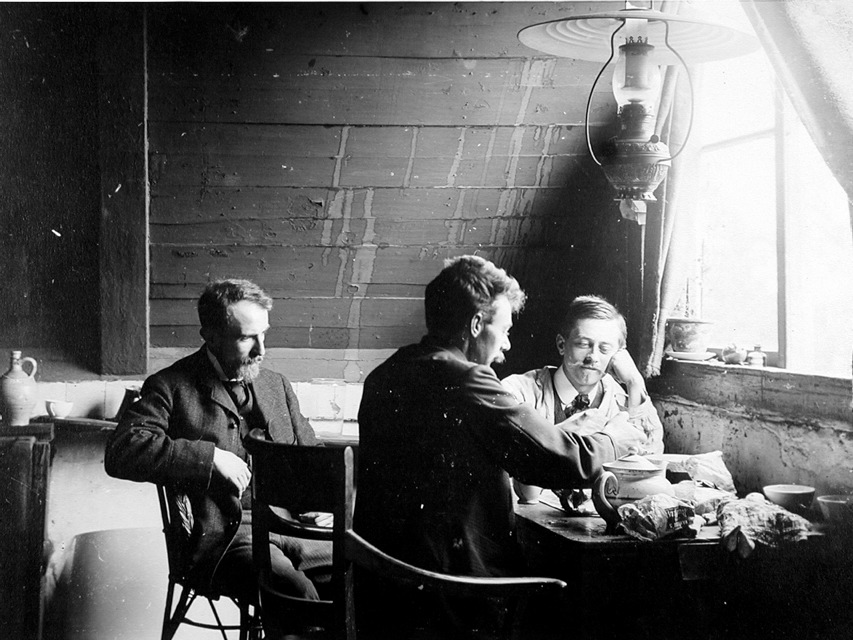
Het atelier van Marius Richters aan de Rotte met links Marius Richters, midden Henri Boot en rechts Gerrit van IJperen, 1908.

Boot was een conventionele schilder, voor wie het doorgronden en vastleggen van de alledaagse werkelijkheid het hoogste doel was. De ambachtelijke kant van kunst stond voor hem centraal, net als zijn fascinatie voor het eenvoudige volkse leven. Een goede kunstenaar behoorde in zijn opvatting niet tot de elite, maar diende een vakman te zijn die in armoede moest ploeteren totdat zijn werk af was. Voor de belangen van zijn 'ploeterende' mede-kunstenaars zette Boot zich zijn leven lang in als actief lid van vele kunstenaarsverenigingen, waaronder ook de Kultuurkamer tijdens WO. II die was ingesteld door de Duitse bezetting. Dit laatste zorgde ervoor dat veel Haarlemmers hem na de oorlog met gemengde gevoelens bekeken. Toch bleven zijn vrienden, waaronder Godfried Bomans, Lodewijk van Deyssel, Harry Mulisch en de beeldhouwer Mari Andriessen, hem na die tijd trouw.
Het oeuvre van Boot bestaat uit portretten, interieurs, landschappen en vele stillevens, alle geschilderd in een tonale stijl die onmiskenbaar schatplichtig is aan de schilderkunst van de negentiende eeuw. Boot was een klassiek schilder; hij ging niet mee met het modernisme. Op tentoonstellingen exposeerde hij voornamelijk met stillevens, waarvoor hij een grote voorkeur had. Volgens Boots biograaf, Michael Huig, in zijn H.F.Boot - Legendarisch Leermeester Van Kees Verwey, waren dit stillevens die hij 'vond' in zijn atelier en zich 'schijnbaar toevallig aan de schilder had[den] opgedrongen'. Zelf zei Boot: 'Het stilleven is toch eigenlijk de mooiste uiting.'
In zijn stillevens toonde Boot vaak een 'toevallig' hoekje van zijn atelier. Er komen objecten van verschillende materialen in voor: een gipsen beeldje, glazen flesjes, een houten tafelpoot op een houten vloer enzovoorts. Zo werd het stilleven bij Boot een uitsnede van een klein onderdeel van het grotere atelier, dat hem de mogelijkheid bood om een variatie aan verschillende materialen te verbeelden. Boot schijnt veel gipsen beeldjes gehad te hebben, vaak van antieke sculpturen. De toevallige uitsnedes van zijn stillevens, maar ook de algemene betiteling – 'Stilleven' – van veel van zijn schilderijen, komen overeen met het idee dat voor Boot het onderwerp helemaal niet van groot belang was; de essentie van het werk lag in de manier waarop een onderwerp geschilderd werd. Boot noemde zijn kunst dan ook 'de aanschouwing'.

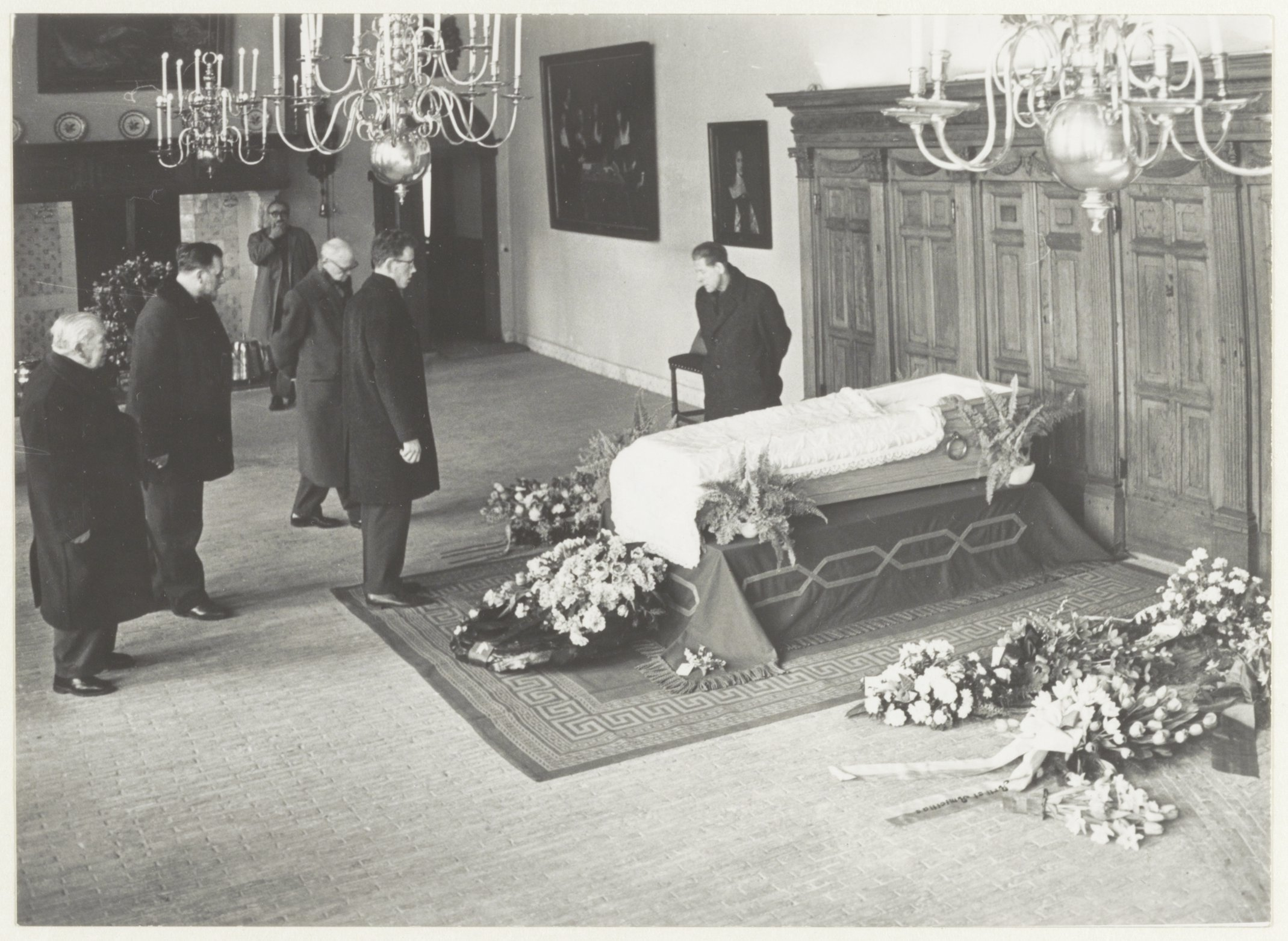
Opbaring van Boot in het Frans Halsmuseum.

Boots afkeer van hygiëne was legendarisch. Hij waste zich weinig en toen een model eens met een teil water aan kwam lopen om zich te verfrissen, verbood hij haar dat. Toen na zijn dood een deel van de correspondentie van Boot werd ontdekt, moest zijn biograaf er met speciale handschoenen doorheen, omdat de brieven te vies waren geworden om ze aan te pakken.
Boot overleed in 1963 op 86-jarige leeftijd te Haarlem. Ondanks zijn oorlogsverleden werd hij, bij wijze van postuum eerbetoon, opgebaard in de Renaissancezaal van het Frans Hals Museum. Zijn graf is te vinden op Westerveld te Driehuis (Noord-Holland). Zijn werk, dat behalve olieverfschilderijen en aquarellen ook tekeningen, litho's en houtsnedes omvat, is opgenomen in verschillende collecties, waaronder die van het Frans Hals Museum in Haarlem, het Kunstmuseum Den Haag, het Singer Museum in Laren en de Rijkscollectie.

## Leraar
Boot gaf les aan diverse jonge schilders in en buiten Haarlem, waaronder Anton Heijboer, Kees Verwey, Otto de Kat, René P. Tonneyck, Poppe Damave en vele andere jongere kunstenaars (zoals Louis Ferron, die op jonge leeftijd echter koos voor het schrijverschap).
Kees Verwey zei later over zijn leermeester: "De tijd die ik als leerling bij hem in het atelier doorbracht [circa 1918 en de jaren daarna] was enerzijds de verschrikkelijkste periode in mijn leven, anderzijds de meest grootse. Ik leerde er de armoede, de vernedering, de stokslagen verdragen waar elk leven om vraagt dat zich klaarmaakt voor ene grote strijd."

## Oorlogsverleden
Hoewel Boot een collaborateur was en na de oorlog een expositieverbod van zeven jaar aan zijn broek kreeg, waarmee hij de zwaarst gestrafte collaborerende beeldend kunstenaar in Nederland was, bleek de Haarlemse culturele en politieke elite na de oorlog bereid om zijn verleden toe te dekken. De ene tentoonstelling volgde de andere op. Op zijn 85ste verjaardag in 1962 werd hij zelfs uitgebreid bejubeld en gehuldigd in de Vishal, waarbij burgemeester Cremers hem 'een van de geestelijke steunpilaren van Haarlem' noemde. De houding van de stad veranderde pas toen de directeur van het Frans Halsmuseum, Derk Snoep, in de aanloop naar een overzichtstentoonstelling in 1998, aandrong op een publicatie waarbij 'het politieke verleden van Boot niet opnieuw onder tafel zou worden geschoven'. Tegelijk met de expositie verscheen een boek over Boot, geschreven door kunsthistoricus Michael Huig, dat duidelijkheid verschafte over het verleden van deze Haarlemse schilder.
Al in 1937 reisde Boot naar Duitsland waar hij in München de beruchte tentoonstelling Entartete Kunst bezocht, een verzameling van alles wat in de ogen van de nazi's afkeurenswaardig was. De inval van de Duitsers in Nederland, enkele jaren later, werd door Boot enthousiast begroet. Volkomen vrijwillig trad hij in 1941 toe tot de Kultuurraad, een adviescollege van de bezetter, ingesteld door rijkscommissaris Seyss-Inquart. Op aandringen van Boot trad de Haarlemse kunstenaarsvereniging Kunst Zij Ons Doel (KZOD) toe tot de Kultuurkamer, wat de uitsluiting van de Joodse leden tot gevolg had. 

## Beeldje
In januari 1999 ontstond een rel, toen de gemeente Haarlem een klein bronzen beeld van Boot, gemaakt door beeldhouwer Mari Andriessen, wilde plaatsen in de buurt waar de schilder had gewoond en gewerkt. Het voormalig verzet vond het eerbewijs misplaatst, zo liet de Bond van Oud-Illegale Werkers (BOIW) aan Haarlems Dagblad weten. Ook verschillende kunstenaars keerden zich in de krant tegen het plan. Een van hen dreigde zelfs het beeldje 'in de plomp' te gooien. Kunstschilder Jules Chapon, een oud-leerling van Boot die in de oorlog bijna zijn hele familie verloor, was tegen plaatsing van het beeld. Toch was hij mild in zijn oordeel. "Hij heeft geheuld met de moffen, maar hij heeft niets gedaan in zijn eigen voordeel."
Schrijver Louis Ferron, die in zijn jonge jaren korte tijd droomde van een schildersbestaan en bij Boot in de leer ging, was vóór plaatsing. "Zet dat beeld gewoon neer met de tekst: Henri Boot 1877-1963, lid van de Kultuurraad 1941-1945. Dan kunnen de mensen zelf hun conclusie trekken." Het beeldje is uiteindelijk niet geplaatst.

## Lidmaatschappen
- circa 1905 - Kunstkring Haarlem
- 1912-45 - Kunstenaarsvereniging De Onafhankelijken (Amsterdam, eerste secretaris 1915-21)[9]
- circa 1931 - Vereeniging Sint Lucas (Amsterdam)
- vanaf 1932 - Kennemerse Kunstenaarskring (K.K.K.)
- 1939 - voorzitter van Genootschap van beeldende kunstenaars Kunst Zij Ons Doel (Haarlem)
- 1941-45 - Nederlandsche Kultuurraad[10]
- 1943-61 - Arti et Amicitiae (Arti, Amsterdam)[2]